# Giacomo Badoaro

Escudo.

Giacomo Badoaro (1602-1654) fue un noble veneciano y poeta aficionado. Es más famoso por escribir el libreto para la ópera de Claudio Monteverdi El regreso de Ulises a la patria (1640). También proporcionó libretos para las óperas Ulisse errante de Francesco Sacrati (1644) y Elena rapita da Teseo (1653) de Jacopo Melani. Fue miembro del círculo intelectual veneciano, la Accademia degli Incogniti.